# Argyrops bleekeri
Argyrops bleekeri är en fiskart som beskrevs av Oshima 1927. Argyrops bleekeri ingår i släktet Argyrops och familjen havsrudefiskar. Inga underarter finns listade i Catalogue of Life.